# Defeito profundo
Armadilhas profundas ou defeitos profundos são um tipo geralmente indesejável de defeito eletrônico em semicondutores. Eles são "profundos" no sentido de que a energia necessária para remover um elétron ou buraco da armadilha para a banda de valência ou de condução é muito maior do que a energia térmica característica[carece de fontes?] [carece de fontes?]
[carece de fontes?]
[carece de fontes?]